# أنجو
أنجو هي مقاطعة قديمة كانت كونتية (نظرًا لأنها كان يحكمها كونت منذ عام 880 م)، ودوقية منذ عام 1360 م قاعدتها مدينة أنجيه (بالفرنسية: Angers) في حوض اللوار الأدنى في غرب فرنسا، واسمها القديم (باللاتينية: Andegavia).
اتحدت أنجو مع التاج الإنجليزي بين عامي 1151-1199، عندما ورثها هنري الثاني ملك إنجلترا ثم ابنه ريتشارد الأول ملك إنجلترا، وبالتالي حصلا على لقب كونت أنجو. لتشكل بذلك جزءً من الإمبراطورية الأنجوية. ولكن مع وفاة ريتشارد دون وريث شرعي عام 1199، أصبحت أنجو تحت حكم ابن أخيه آرثر دوق بريتاني (ابن أخيه جيوفري الثاني دوق بريتاني)، بينما آل التاج الإنجليزي إلى شقيق ريتشارد الأصغر جون ملك إنجلترا. وقع آرثر في أسر عمه جون عام 1203، ثم اختفى في ظروف غامضة. وفي عام 1204، استولت فرنسا على المقاطعة. تم أصبحت دوقية لتليق بالأمير لويس الابن الثاني لجون الثاني ملك فرنسا، وظلت كذلك حتى الثورة. اليوم، تقع أنجو ضمن إقليم ماين واللوار.

## أعلام
- هنري بوفرت
- دي بورمن